# New London (Île-du-Prince-Édouard)
New London est une communauté dans le comté de Queens sur l'Île-du-Prince-Édouard, au Canada, au nord-est de Kensington.
Situé dans le canton du Lot 21, à mi-chemin de Kensington et Cavendish, New London fut connu sur les noms de Clifton et de Graham's Corner.
New London est une communauté agricole avec ses beaux champs et ses collines qui produisent une vue fantastique. Dans les dernières décennies, le tourisme a un rôle de plus en plus important dans l'économie de la communauté.
Lucy Maud Montgomery, une des auteures la plus connue au Canada, fut née à New London, le 30 novembre 1874. Elle a écrit 23 livres, avec une collection de courtes histoires et une anthologie de poèmes, mais elle est surtout reconnue pour Anne... la maison aux pignons verts, publié en 1908.

## Histoire
La communauté fut colonisée par Robert Clark, un marchand quaker anglais qui possédait le Lot 21. Il arriva en 1773 avec des plans de bâtir une colonie pour rivaliser sa ville natale, Londres.

Un des premiers colons de Clark fut Benjamin Chappell, le fondateur de la foi méthodiste dans l'île, qui arrivât à New London sur le voilier Elizabeth en 1774. Chappell a écrit un journal de ses expériences et décrivit son premier et dur hiver à New London comme étant "... peu de provisions. Pas de rhum, pas de pain, pas de viande, pas de bière, pas de sucre et la moitié d'un bœuf" et (le 1er mars), il écrivit que "le peuple en général à cause du manque de pain semblait faire moins de travail."